# Phillips County (Montana)
Das Phillips County ist ein County im Bundesstaat Montana der Vereinigten Staaten. Der Sitz der Countyverwaltung (County Seat) befindet sich in Malta.

## Demografische Daten

Alterspyramide des Phillips Countys (Stand: 2000)

Nach der Volkszählung im Jahr 2000 lebten im County 4.601 Menschen. Es gab 1.848 Haushalte und 1.241 Familien. Die Bevölkerungsdichte betrug weniger als 1 Einwohner pro Quadratkilometer. Ethnisch betrachtet setzte sich die Bevölkerung zusammen aus 89,44 % Weißen, 0,15 % Afroamerikanern, 7,61 % amerikanischen Ureinwohnern, 0,33 % Asiaten, 0,02 % Bewohnern aus dem pazifischen Inselraum und 0,37 % aus anderen ethnischen Gruppen; 2,09 % stammten von zwei oder mehr ethnischen Gruppen ab. 1,15 % der Bevölkerung waren spanischer oder lateinamerikanischer Abstammung.
Von den 1.848 Haushalten hatten 31,90 % Kinder und Jugendliche unter 18 Jahre, die bei ihnen lebten. 57,20 % waren verheiratete, zusammenlebende Paare, 6,80 % waren allein erziehende Mütter. 32,80 % waren keine Familien. 29,10 % waren Singlehaushalte und in 14,60 % lebten Menschen im Alter von 65 Jahren oder darüber. Die Durchschnittshaushaltsgröße betrug 2,45 und die durchschnittliche Familiengröße lag bei 3,03 Personen.
Auf das gesamte County bezogen setzte sich die Bevölkerung zusammen aus 27,30 % Einwohnern unter 18 Jahren, 5,50 % zwischen 18 und 24 Jahren, 24,50 % zwischen 25 und 44 Jahren, 25,10 % zwischen 45 und 64 Jahren und 17,60 % waren 65 Jahre alt oder darüber. Das Durchschnittsalter betrug 41 Jahre. Auf 100 weibliche Personen kamen 100,40 männliche Personen, auf 100 Frauen im Alter ab 18 Jahren kamen statistisch 95,60 Männer.
Das jährliche Durchschnittseinkommen eines Haushalts betrug 28.702 USD, das Durchschnittseinkommen der Familien betrug 37.529 USD. Männer hatten ein Durchschnittseinkommen von 25.132 USD, Frauen 20.274 USD. Das Prokopfeinkommen betrug 15.058 USD. 18,30 % der Bevölkerung und 13,80 % der Familien lebten unterhalb der Armutsgrenze. 23,10 % davon waren unter 18 Jahre und 12,10 % waren 65 Jahre oder älter.

## Geschichte
Vier Bauwerke und Stätten des Countys sind im National Register of Historic Places eingetragen (Stand 8. Februar 2018).

## Orte im Phillips County
Citys
| - Malta |

Towns
| - Dodson - Saco |

Census-designated places (CDP)
| - Whitewater - Zortman |

Unincorporated Communitys
| - Loring - Morgan |